# اچ‌ام‌اس ال۵۳
اچ‌ام‌اس ال۵۳ (به انگلیسی: HMS L53) یک زیردریایی بود که طول آن ۲۳۰ فوت ۶ اینچ (۷۰٫۲۶ متر) بود. این زیردریایی در سال ۱۹۱۸ ساخته شد.